# Mchakojou
Mchakojou är en ö i Komorerna.   Den ligger i distriktet Anjouan, i den västra delen av landet, 130 km öster om huvudstaden Moroni.